# Carl Fredrik Ullman
Carl Fredrik Ullman, född 30 oktober 1809 i Skänninge, Östergötlands län, död 18 april 1873 i Karlshamn, Blekinge län, var en svensk tonsättare.

## Biografi
Ullman föddes 30 oktober 1809 i Skänninge. Han var son till extra tullvaktmästaren Anders Ullman och Greta Andersdotter. Ullman var från 1832 till 1843 organist i  Eksjö. Ullman var från 1843 musikdirektör och organist i Karlshamn. Han blev associerad ledamot av Kungliga Musikaliska Akademien. Ullman avled 18 april 1873 i Karlshamn.[källa behövs]
Han komponerade salongsstycken för piano och violin (op. 10) samt utgav flera häften sånger med pianoackompanjemang.